# Cajueiro-bravo-da-serra

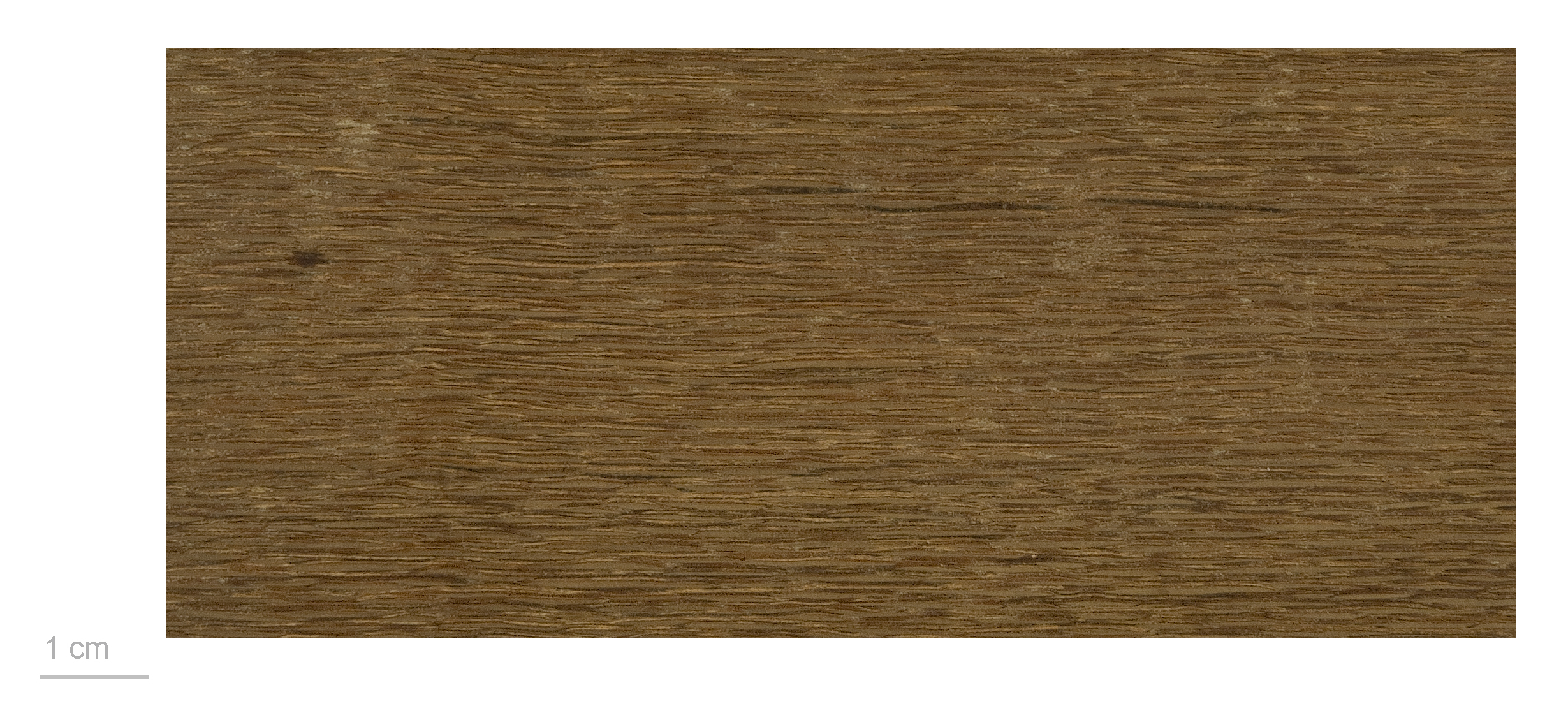
Roupala montana - MHNT

O cajueiro-bravo-da-serra (Roupala montana Aubl.) é uma planta arbustiva ou arborescente da família das proteáceas, nativa das regiões tropicais da América do Sul. Tem folhas coriáceas. As flores, brancas ou esverdeadas, aromáticas, dispõem-se em racemos axilares ou terminais. É também designada pelos nomes vulgares de carvalho-do-brasil, chapariô-bravo, jeritacaca, carvalho-vermelho, guaxica, sobro ou "congonha".